# Michigan Stars FC
El Michigan Stars Football Club es un club de fútbol con base en Metro Detroit, Estados Unidos. Fue fundado en 1998 como Windsor FC Spartans y juega en la National Independent Soccer Association (NISA).

## Historia
Fue fundado en 1998 como Windsor FC Spartans, y luego se unió a la National Premier Soccer League (NPSL) como FC Sparta Michigan. En 2014 luego de la adquisición del club por parte de Dearborn Sports Enterprise (DSE), en enero de 2014 fue renombrado como Michigan Stars FC.
Luego de finalizada la temporada 2019 de la NPSL, el Michigan Stars jugó la Members Cup 2019 que consistió de seis clubes de la liga aspirantes al profesionalismo. El 21 de septiembre de 2019, el club anunció su incorporación a la National Independent Soccer Association como club de expansión para la Spring Season de 2020.

## Estadio
Ultimate Soccer Arenas

## Trayectoria
| Año  | División       | Liga             | Temporada regular                                  | Playoffs       | Open Cup       |
| ---- | -------------- | ---------------- | -------------------------------------------------- | -------------- | -------------- |
| 2013 | 4              | NPSL             | 5° de 6, Midwest-Great Lakes Division (2-8-2)      | No Clasificó   | No participó   |
| 2014 | 4              | NPSL             | 4° de 5, Midwest-Great Lakes West Division (4-9-1) | No Clasificó   | No Clasificó   |
| 2015 | 4              | NPSL             | 9° de 13, Midwest Division (4-7-1)                 | No Clasificó   | No Clasificó   |
| 2016 | 4              | NPSL             | 3° de 7, Midwest-Great Lakes West Division (5-3-4) | No Clasificó   | No Clasificó   |
| 2017 | 4              | NPSL             | 6° de 8, Midwest-Great Lakes Division (3-5-6)      | No Clasificó   | No Clasificó   |
| 2018 | Sin participar | Sin participar   | Sin participar                                     | Sin participar | Sin participar |
| 2019 | 4              | NPSL             | 6° de 8, Midwest-Great Lakes Division (3-6-5)      | No Clasificó   | No Clasificó   |
| 2019 | 4              | NPSL Members Cup | 5° de 6, (2-6-2)                                   | No Clasificó   | No Clasificó   |
| 2020 | 3              | NISA             | 5° de 9, (0-2-0)                                   | No Clasificó   | Cancelado      |
| 2021 | 3              | NISA             | 7° de 10, (5-6-7)                                  | No Clasificó   | Cancelado      |
| 2022 | 3              | NISA             | 3° de 8, (10-8-5)                                  | Campeón        | Segunda Ronda  |